# 勝激! パチ&スロ必勝塾
勝激!パチ&スロ必勝塾（しょうげき!パチアンドスロひっしょうじゅく）は、ジェイ・ディー・グローブ刊のパチンコ・パチスロ情報誌で、映像でわかりやすく解説したDVDマガジン。端玉景品としてパチンコ・パチスロホール店でのみ販売されている。

## 概要
- 創刊：2010年10月25日
- 発行形態：月刊発行
- 販売：全国パチンコ・パチスロホール店舗

パチンコ、パチスロの映像マガジンとしては初めて発行され、DVDマガジンと呼ばれている。

## 主な内容
『今月の勝激台』新機種情報
『今月の必勝台』現稼動人気機種情報
『今月のNEW塾生』女性アイドルのグラビア映像